# Бжозова-Гаць
Бжозова-Гаць (пол. Brzozowa Gać) — село в Польщі, у гміні Курув Пулавського повіту Люблінського воєводства.
Населення — 544 особи (2011).

## Демографія
Демографічна структура станом на 31 березня 2011 року:
|          | Загалом | Допрацездатний вік | Працездатний вік | Постпрацездатний вік |
| -------- | ------- | ------------------ | ---------------- | -------------------- |
| Чоловіки | 282     | 54                 | 199              | 29                   |
| Жінки    | 262     | 24                 | 177              | 61                   |
| Разом    | 544     | 78                 | 376              | 90                   |